# Die Stadt unter der Erde

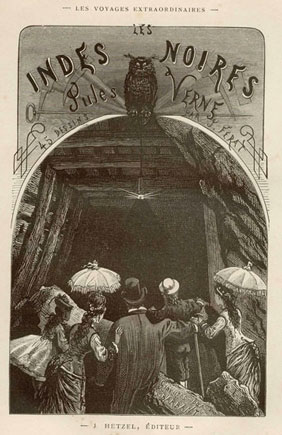
Titelseite der französischen Originalausgabe mit einer Illustration des Zeichners Jules Férat

Die Stadt unter der Erde ist ein Roman des französischen Autors Jules Verne. Der Roman wurde erstmals 1877 unter dem französischen Titel Les Indes Noires von dem Verleger Pierre-Jules Hetzel veröffentlicht. Die erste deutschsprachige Ausgabe erschien 1878 unter dem Titel Schwarz-Indien.

## Handlung
In der schottischen Grafschaft Stirlingshire befindet sich die Grube Dochart, in der ursprünglich Steinkohle abgebaut wurde. Die Grube wurde aufgegeben, als alle bekannten Flöze abgebaut waren. Der ehemalige Obersteiger Simon Ford konnte sich nicht damit abfinden, dass es in Aberfoyle keine Kohle mehr gibt. Mit seiner Frau Madge und seinem Sohn Harry siedelte er sich unter Tage an, um nach neuen Kohlevorkommen zu suchen.
Nach zehn Jahren stößt er in einem entfernten Teil der Grube auf Wettergas, das auf ein weiteres Kohlevorkommen hinweist. Er schickt einen Brief an James Starr, den ehemaligen technischen Leiter der Grube. Dieser bekommt einen weiteren anonymen Brief, der aussagt, dass Simon Ford einem Irrtum unterliegt. Starr reist dennoch nach Aberfoyle zu der unter Tage lebenden Familie. Kaum in der Grube angekommen, wird Starr beinahe von einem herabfallenden Stein getroffen. Der ihn begleitende Harry bezeichnet den Zwischenfall als einen Anschlag.
In der Grube brechen sie zu dem Ort auf, an dem Simon Ford das Gasvorkommen bemerkt hat. Der Versuch, das Gasvorkommen erneut nachzuweisen, schlägt jedoch fehl. Sie entdecken jedoch, dass die Öffnung, aus der das Grubengas ausgetreten war, von einem Menschen verstopft worden sein muss. Ihnen gelingt anschließend der Nachweis von Wettergas. Am nächsten Tag sprengen sie eine größere Öffnung frei und finden ein Höhlensystem im Anthrazit und einen unterirdischen See. Sie werden jedoch von einem Unbekannten in dem Höhlensystem eingeschlossen. Die Rettung erfolgt durch Starrs Diener, der dessen Post gelesen hat, und einen Freund, der auf der Suche nach ihm war. Sie werden mit der Rettungsmannschaft von einer unbekannten Person zu den Eingeschlossenen geführt.
Drei Jahre später floriert in den Bergwerken von New Aberfoyle erneut der Kohleabbau. Starr hat sich inzwischen ebenfalls eine Behausung unter Tage zugelegt, Simon Ford ist inzwischen in der Leitung der Grube tätig. Eines Tages findet Harry in der Grube ein sechzehnjähriges Mädchen. Sie finden heraus, dass Nell in der Grube aufgewachsen ist. Ansonsten schweigt sie über ihr bisheriges Leben. Nell und Harry verlieben sich ineinander und wollen heiraten.
Damit beginnt eine Reihe rätselhafter Vorfälle. Als erstes ergießt sich das Wasser des Katrin-Sees in die Grube. Harry entkommt mehrmals verschiedenen aufeinander folgenden Unglücken in der Grube. An der Eingangstür des Hauses der Familie Ford finden sie eine Botschaft von Silfax, des letzten sogenannten Büßers von Aberfoyle. Dieser erfüllte in dem alten Bergwerk die Aufgabe eines Frühwarnsystems vor Schlagwetter. Er wirft ihnen vor, ihm seine Nell genommen zu haben, und droht ganz New Aberfoyle Unheil an.
Nell erzählt ihnen daraufhin ihre Geschichte, wie sie bei Silfax und dessen Uhu aufgewachsen ist. Wachposten werden in der gesamten Grube verteilt. Nell und Harry sollen gerade von einem Geistlichen an dem unterirdischen See getraut werden, als ein großer Felsen von der Höhlendecke in den See stürzt und Wettergas austritt. Silfax taucht mit seinem Uhu und einer Davyschen Sicherheitslampe auf einem Boot vor ihnen auf. Er zerstört die Sicherheitslampe und befiehlt dem Uhu, mit dem brennenden Docht in die Gaswolke zu fliegen. Nell kann den Uhu jedoch anlocken. Silfax erkennt, dass seine Pläne gescheitert sind, und stürzt sich in den unterirdischen See.
Sechs Monate später heiraten Nell und Harry und führen ein glückliches Leben. Silfax bleibt für immer verschwunden.

## Hintergrund
Als Schwarz-Indien bezeichneten die Briten ihre ausgedehnten Kohle-Distrikte. Da diese Bezeichnung inzwischen in Vergessenheit geraten ist, wurde die Novelle erneut unter dem Titel Die Stadt unter der Erde veröffentlicht.